# Pagerjo
Pagerjo is een bestuurslaag in het regentschap Mojokerto van de provincie Oost-Java, Indonesië. Pagerjo telt 1963 inwoners (volkstelling 2010).